# Callipodella herzegowinensis
Callipodella herzegowinensis är en mångfotingart som först beskrevs av Karl Wilhelm Verhoeff 1897.  Callipodella herzegowinensis ingår i släktet Callipodella och familjen Schizopetalidae. Inga underarter finns listade i Catalogue of Life.